# 4373 Креспо
4373 Креспо (4373 Crespo) — астероїд головного поясу, відкритий 14 серпня 1985 року.
Тіссеранів параметр щодо Юпітера — 3,616.